# Aegidius Colonna Romanus
Aegidius Colonna Romanus, pol. Egidiusz Rzymianin, Idzi Rzymianin, łac. Ægidius Romanus, wł. Egidio Colonna (ur. ok. 1243 w Rzymie, zm. 22 grudnia 1316 w Awinionie) – włoski filozof i duchowny katolicki, augustianin, uczeń św. Tomasza z Akwinu, arcybiskup Bourges, profesor Uniwersytetu Paryskiego, nauczyciel króla Francji Filipa IV Pięknego, autor dwóch ważnych dzieł: De Ecclesiastica Potestate i De Regimine Principum (rodzaj poradnika dla książąt). Wystąpił przeciwko awerroistom.

## Życie
Wywodził się z rodu Colonnów. Ok. 1260 wstąpił do Zakonu Pustelników św. Augustyna. Studiował na uniwersytecie w Paryżu (magister sztuk wyzwolonych, bakalureat z teologii i doktorat obojga praw). Był pierwszym augustianem na katedrze teologii w stolicy Francji. W 1291 został generałem zakonu, a w 1294 arcybiskupem w Bourges. W sporze Bonifacego VIII z Filipem IV Pięknym popierał papieża, występując przeciwko swemu wychowankowi. Pod koniec życia uważał, że templariusze powinni być podporządkowani biskupom.

## Dzieło
Wydanie krytyczne:

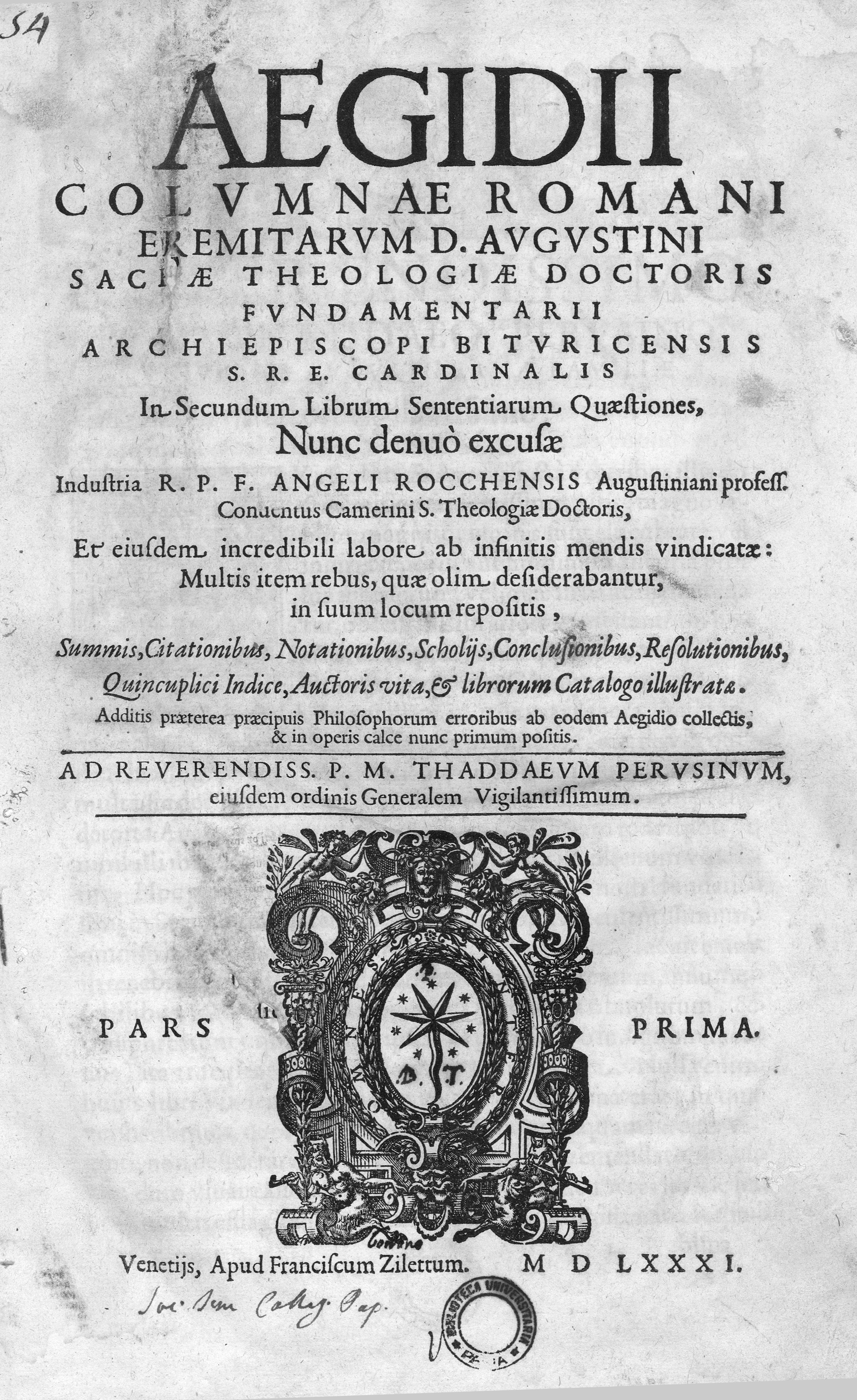
Secundum librum, 1581

- AEGIDIUS ROMANUS: Opera omnia, Florencia 1985, ISBN 882-22-338-08.

Dzieła:
- Expositio in Aristotelis libros Rhetoricorum (1270-1282)
- De regimine principum (1280)[3]
- De erroribus philosophorum
- Contra gradus et pluralitatem formarum (1277 - 1278)
- De differentia ethicae, politicae et rhetoricae (1278-1279)
- Theoremata de esse et essentia (1278-1280)
- Quaestiones disputatae de esse et essentia (1285-1286)
- De formatione humani corporis in utero (1285 - 1295)
- De Ecclesiastica potestate (1301 - 1302)